# Claudia Jones
Claudia Jones, nascida Claudia Vera Cumberbatch (Port of Spain, 21 de fevereiro de 1915 – Londres, 24 de dezembro de 1964), foi uma jornalista e ativista nascida em Trindade e Tobago. 
Ainda criança, migrou com a família para os Estados Unidos, onde se tornou um ativista política e nacionalista negra através da atuação comunista, usando o nome falso Jones como "desinformação de auto-proteção". Como resultado de suas atividades políticas, foi deportada em 1955 e, posteriormente, residiu no Reino Unido. Fundou o primeiro grande jornal negro da Grã-Bretanha, The West Indian Gazette, em 1958.

## Biografia
Claudia nasceu em Belmonte, Port of Spain, Trinidad, em 1915. Quando tinha nove anos, sua família emigrou para Nova Iorque após a crise do preço do cacau, em Trinidad. Sua mãe morreu cinco anos mais tarde. Jones ganhou o Prêmio Theodore Roosevelt de Boa Cidadania em sua escola de ensino médio. Em 1932, devido às más condições de vida, ela teve tuberculose, uma condição que irremediavelmente afetou seus pulmões pelo resto de sua vida. Ela se formou no ensino médio, mas a sua família era tão pobre que não teve como pagar para assistir à cerimônia de formatura.

## Vida nos Estados Unidos

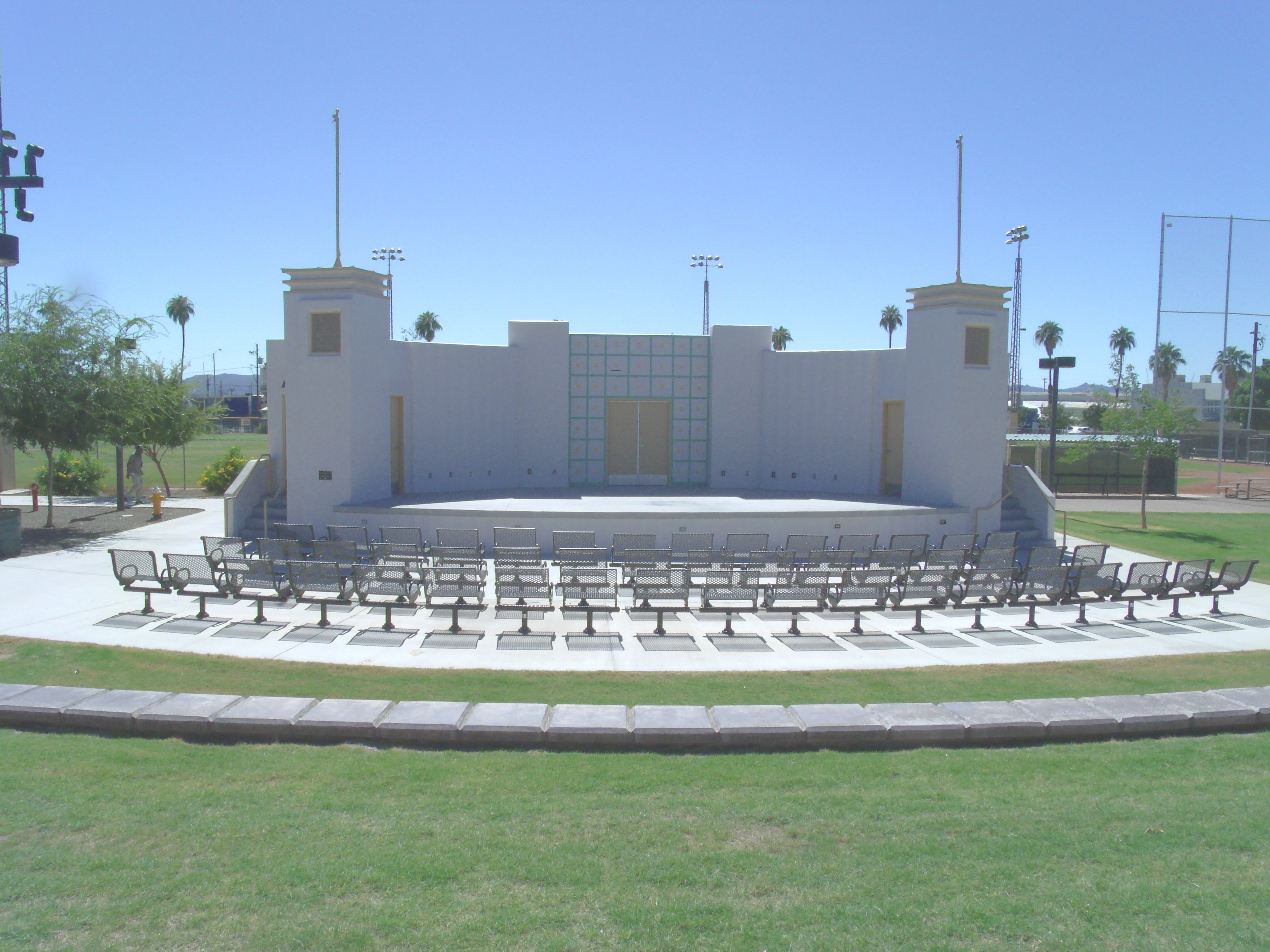
Espaço em Eastlake Park, em Phoenix, onde, em 1948, Jones falou para um público de 1.000 pessoas sobre a igualdade de direitos para os afro-estadunidenses..

Apesar de ser academicamente brilhante, classificada como uma imigrante mulher ela sofreu severas limitações em suas escolhas de carreira e, em vez de ir para a faculdade Jones começou a trabalhar em uma lavanderia e, posteriormente, encontrou um emprego no comércio, no Harlem. Durante esse tempo, ela se juntou a um grupo de teatro e começou a escrever uma coluna chamada "Claudia Comments" para um jornal do Harlem.
Em 1936, tentando encontrar organizações que apoiassem os Scottsboro Boys, ela se juntou à Young Communist League USA, uma organização comunista. Em 1937, ela se juntou à equipe editorial do Daily Worker, tornando-se em 1938 editorado caderno semanal Weekly Review. Depois de a Liga tornar-se American Youth for Democracy na II Guerra Mundial, Jones tornou-se editora do jornal mensal Spotlight. Após a guerra, Jones tornou-se secretária-executiva da Comissão Nacional das Mulheres, vinculada ao Partido Comunista dos Estados Unidos (CPUSA) e, em 1952, assumiu a mesma posição no Conselho Nacional da Paz. Em 1953, ela assumiu a direção da política associada a assuntos afro-estadunidenses.

### "Um fim para a negligência com os problemas da mulher negra!"
O texto mais conhecido de Jones, "An End to the Neglect of the Problems of the Negro Woman!", apareceu em 1949 na revista Political Affairs. Apresenta o desenvolvimento por parte de Jones ao que mais tarde ficou conhecido como análise "interseccional" dentro de um escopo marxista. Nele, escreveu:
| “ | A burguesia tem medo da militância da mulher negra, e por uma boa razão. Os capitalistas sabem muito mais do que progressistas parecem saber que, quando as mulheres negras começarem a agir, a militância de toda a população negra, e assim da coalizão anti-imperialista, vai aumentar muito. Historicamente, a mulher negra tem sido a guardiã e protetora da família negra. [...] Como mãe, negra e trabalhadora, a mulher negra luta contra a destruição da família negra, contra as leis segregacionistas que destroem a saúde, a moral e a vida de milhões de irmãs, irmãos e crianças. Nessa perspectiva, não é eventual a burguesia estadunidense ter intensificado a opressão não apenas contra a população negra no geral mas contra a mulher negra em específico. Nada expõe mais a fascistização de uma nação quanto a atitude vil que a burguesia exibe e cultiva contra as mulheres negras. | ” |

## Deportação
Membro eleito do Comitê Nacional do Partido Comunista dos Estados Unidos (CPUSA), Jones também organizou e falou em eventos. Como resultado de sua participação no CPUSA e de várias actividades associadas, em 1948, ela foi presa e condenada, para o primeiro de quatro períodos de prisão. Detida na Ellis Island, ela foi ameaçada de deportação para Trinidad.
Após uma audiência no Serviço de Imigração e Naturalização, ela foi considerada em violação do McCarran Act por ser um estrangeira (não-cidadã dos EUA) que entrara para o Partido Comunista. Várias testemunhas certificaram sua atuação em atividades de partidos e ela identificou-se como um membro do partido desde 1936. Ela foi condenada a ser deportada, em 21 de dezembro de 1950.
Em 1951, com apenas 36 anos e na prisão, ela sofreu seu primeiro ataque cardíaco. Nesse mesmo ano, ela foi julgada e condenada com 11 outras pessoas, incluindo sua amiga Elizabeth Gurley Flynn, por "atividades anti-americanas", com base no Smith Act, especificamente, atividades contra o governo dos Estados Unidos. A Suprema Corte recusou-se a ouvir seu apelo. Em 1955, Jones começou sua sentença de um ano e um dia no reformatório para mulheres de Alderson, West Virginia. Ela foi solta em 23 de outubro de 1955.
Foi-lhe negada a entrada em Trinidad e Tobago, em parte, porque o governador colonial britânico, o general de brigada Sir Hubert Rance, considerou que "ela poderia criar problemas". Foi-lhe eventualmente oferecida residência no Reino Unido por razões humanitárias; autoridades federais concordaram em permitir a mudança, desde que ela cessasse de contestar sua deportação. Em 7 de dezembro de 1955, no Harlem 350 pessoas reuniram-se para vê-la ir embora.

## Reino Unido
Jones chegou em Londres duas semanas mais tarde, na época da construção da comunidade Empire Windrush e da vasta ampliação da comunidade afro-caribenha. No entanto, ao envolver-se com política em seu novo país de residência, ficou desapontada ao descobrir que muitos comunistas ingleses eram hostis a uma mulher negra.

### Ativismo
Ao desembarcar na Inglaterra, em um momento em que muitos estabelecimentos, lojas e até mesmo edifícios governamentais expunham cartazes como "Proibido a irlandes, negros e cães", Jones encontrou uma comunidade que precisava de organização ativa. Ela começou a se envolver com a comunidade afro-caribenha para organizar o acesso a serviços básicos e o movimento pela igualdade de direitos.
Apoiada por seus amigos Trevor Carter, Nadia Cattouse, Amy Ashwood Garvey, Beryl McBurnie, Pearl Prescod e seu mentor Paul Robeson, Jones fez uma campanha contra o racismo na educação, habitação e emprego. Ela falou em marchas pela paz e no Congresso de sindicatos, além de visitar o Japão, a Rússia e a China, onde ela se reuniu com Mao Tsé-Tung.
No início da década de 1960, apesar de estar com a saúde abalada, Jones ajudou a organizar campanhas contra a Lei de Imigração 1876, o que tornaria mais difícil para os não-brancos de imigrarem para a Grã-Bretanha. Ela também participou da campanha para a libertação de Nelson Mandela e denunciou o racismo no local de trabalho.

### West Indian Gazette e Afro-Asian Caribbean News, 1958
A partir de suas experiências nos Estados Unidos, Jones sabia que o "povo sem voz era como cordeiros indo ao matadouro." Portanto, em 1958 no andar de cima de um barbeiro, em Brixton, ela fundou e, posteriormente, editou o jornal anti-imperialista e antiracista West Indian Gazette e Afro-Asian Caribbean News. O jornal tornou-se um fator-chave para a ascensão política na comunidade negra britânica.
Jones escreveu em seu último ensaio publicado, "A Comunidade do Caribe na Grã-Bretanha", em Freedomways (verão de 1964):
| “ | O jornal serviu como um catalisar, facilitando a compreensão social e política das pessoas das Índias Ocidentais, dos afro-asitáticos e seus amigos. Sua linha editorial é pela união e independência das Índias Ocidentais, além da igualdade social e política e do respeito à dignidade humana das pessoas das Índias Ocidentais e dos afro-asitáticos na Grã-Bretanha, e paz e amizade entre todos os povos do Reino Unido e do mundo. | ” |

Sempre precisando de dinheiro, o jornal aguentou oito meses e quatro edições depois da morte de Jones, em dezembro de 1964.

### A revolta de Notting Hill e o Carnaval Caribenho, 1959

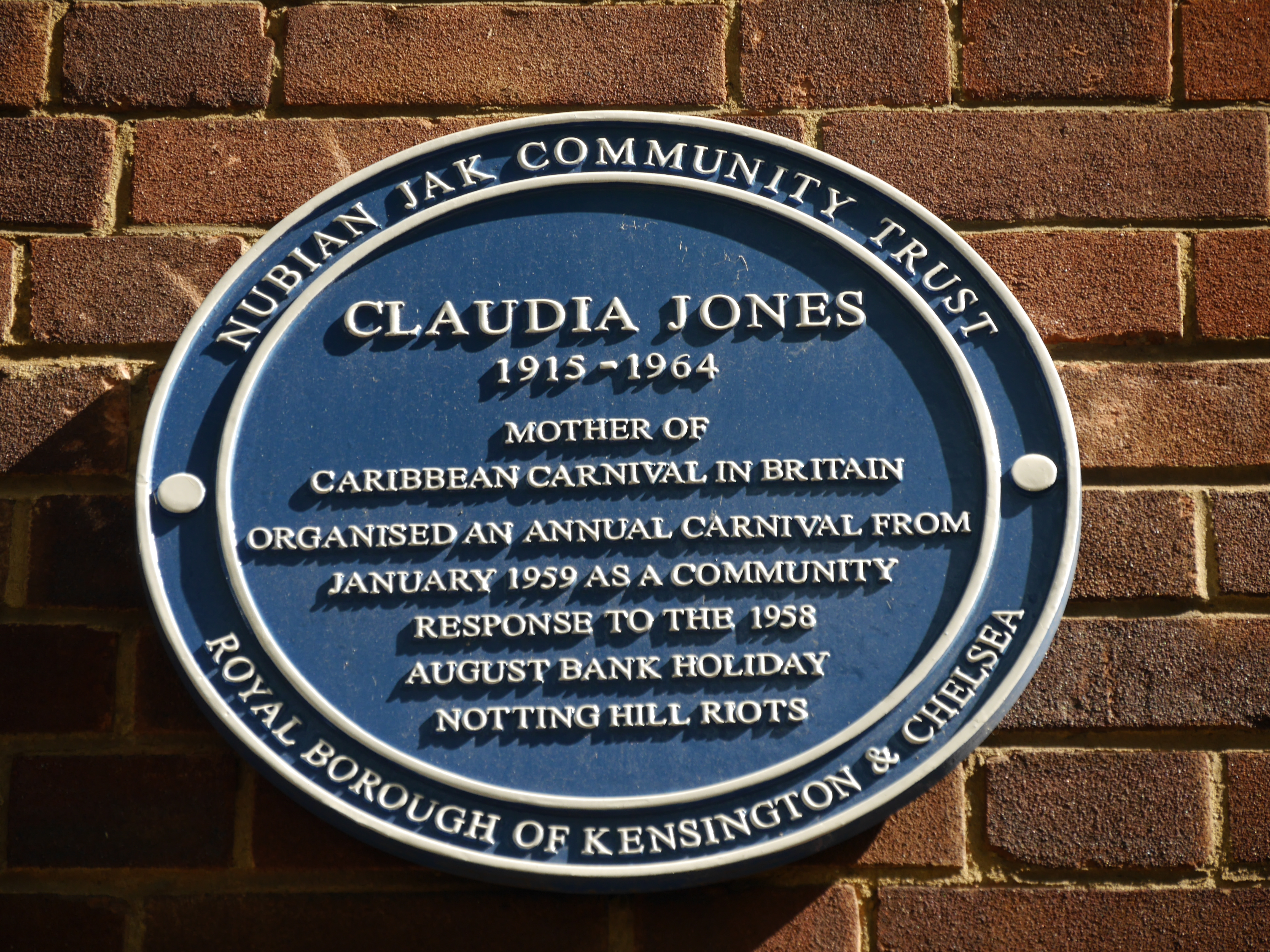
Placa em homenagem a Claudia Jones, em Notting Hill

Quatro meses após o lançamento do jornal de Jones, revoltas raciais ocorreram, em agosto de 1958, em Notting Hill, Londres, e em Robin Hood Chase,  Nottingham. Por conta da dimensão racial, Jones começou a receber visitas de membros da comunidade negra britânica e também de vários líderes nacionais para responder às preocupações dos seus cidadãos, incluindo Cheddi Jagan da Guiana inglesa, Norman Manley da Jamaica, Eric Williams de Trinidad e Tobago, bem como Phyllis Shand Allfrey e Carl La Corbinière da Federação das Índias Ocidentais.
Como resultado, Jones identificou a necessidade de "tirar o gosto de Notting Hill e Nottingham de nossas bocas". Foi sugerido que a comunidade negra britânica deveria ter um carnaval; como era dezembro de 1958, a próxima pergunta foi: "No inverno?". Jones usou suas conexões para conseguir um espaço municipal e, em janeiro de 1959, organizou o primeiro Mardi-Gras, televisionado nacionalmente pela BBC. Essas primeiras celebrações foram evidenciados com o slogan: "A arte de um povo é a gênese de sua liberdade."
Uma nota de rodapé na capa do folheto de suvenir original de 1959 afirmava: "Uma parte das receitas [da venda] deste folheto será usada para ajudar a pagar as multas de jovens negros e brancos envolvidos nos eventos de Notting Hill." Jones e o West Indian Gazette também organizaram cinco outros carnavais caribenhos, considerados os precursores do Carnaval de Notting Hill.

## Morte
Jones morreu na véspera do Natal, em 24 de dezembro de 1964, aos 49 anos, em Londres. Ela foi encontrada no Dia de Natal em seu apartamento. Uma autópsia posterior declarou que ela havia sofrido um infarto agudo do miocárdio, devido a uma doença cardíaca e à tuberculose.
Seu funeral, em 9 de janeiro de 1965, foi um grande cerimônia política, com seu sepultamento selecionado para ser localizado à esquerda de seu herói, Karl Marx, no Cemitério de Highgate, no Norte de Londres. Uma mensagem de Paul Robeson foi lida em voz alta:
| “ | Foi um grande privilégio ter conhecido Claudia Jones. Foi uma líder forte e corajosa do Partido Comunista dos Estados Unidos e era muito atuante no trabalho de unir pessoas brancas e negras e pela dignidade e igualdade, especialmente para a população negra e as mulheres. | ” |

## Legado
O Conselho de Membros Negros do Sindicato Nacional dos Jornalistas organiza um importante evento anual em memória a Claudia Jones, para celebrar sua contribuição ao jornalismo negro.
A Organização Claudia Jones foi fundada em Londres, em 1982, para apoiar e capacitar as mulheres e as famílias afro-caribenhas.
A peça de Winsome Pinnock, de 1989, "A Rock in Water", foi inspirada na vida de Claudia Jones.
Jones é listada entre os 100 mais importantes britânicos negros.
Em agosto de 2008, uma placa azul foi exposta na esquina da Rua Tavistock e Portobello Road, em que se celebra Claudia Jones como a "Mãe do Carnaval Caribenho na Grã-Bretanha".
Em outubro de 2008, o Royal Mail celebrou Jones com um carimbo de postagem especial.
Ela foi o tema de um documentário de Z. Nia Reynolds, Looking for Claudia Jones.

## Leituras complementares
- Davies, Carole Boyce, Left of Karl Marx: The Political Life of Black Communist Claudia Jones. Duke University Press, 2007.[28]
- Gore, Dayo. Radicalism at the Crossroads: African American Women Activists in the Cold War. NYU Press, 2011.
- Guy-Sheftall, Beverly, Words of Fire: an Anthology of African-American Feminist Thought. The New Press, 1995.
- Hinds, Donald, Colin Prescod & Marika Sherwood, Claudia Jones: A Life in Exile. Lawrence & Wishart, 2000.
- Howard, Walter T. We Shall Be Free!: Black Communist Protests in Seven Voices. Philadelphia, PA: Temple University Press, 2013.
- Marable, Manning, & Leith Mullings, Let Nobody Turn Us Around: Voices of Resistance, Reform, and Renewal. Rowman & Littlefield, 2009.
- Washington, Mary Helen, "Alice Childress, Lorraine Hansberry and Claudia Jones: Black Women Write the Popular Front", in Bill V. Mullin and James Smethurst (eds), Left of the Color Line: Race, Radicalism and 20th Century United States Literature. Chapel Hill: University of North Carolina Press, 2003.